# Jaume Roig
Jaume Roig (comienzos del siglo XV-Benimámet, 1478) fue un médico y escritor valenciano perteneciente al Siglo de Oro valenciano. Es autor de una de las grandes obras de la literatura valenciana medieval, titulada Espill.

## Biografía
Nació en la ciudad de Valencia, ciudad a la que la familia Roig estaba vinculada desde hacía, al menos, tres generaciones. Dicha familia procedía de Mataró, localidad desde la cual el bisabuelo del escritor, también llamado Jaume Roig, migró hacia el Reino de Valencia, como tantas familias catalanas y aragonesas que emigraban al sur a repoblarlo (del mismo modo que ya hicieron antes Francesc Eiximenis o la familia de Ausiàs March). El propio Roig, que había cursado estudios de medicina en Lérida, viajaba a Mataró con asiduidad. De acuerdo con las últimas investigaciones (2019), también cursó estudios de medicina en Montpellier, donde alcanzó la máxima graduación académica.
Instalado definitivamente en Valencia, donde se convirtió en un médico prestigioso y próspero, trabajando en diversos hospitales y conventos. Fue elegido consejero de la entonces gran ciudad de Valencia en el año 1456. Fue también médico personal de la reina María de Castilla, esposa de Alfonso el Magnánimo, y de la hija del rey Juan II. 
En 1435, Jaume Roig se casó con Isabel Pellicer (fallecida en el verano de 1459), con la que tuvo seis hijos, tres chicos y tres chicas, la mitad de los cuales vistió hábitos. Roig adquirió un buen patrimonio: diversas propiedades en Valencia (cuatro casas en la ciudad y diversos terrenos cercanos) y otros bienes, entre los cuales es destacable una biblioteca con 59 volúmenes, principalmente de medicina, que son un testimonio de su formación universitaria. La valoración profesional del médico Jaume Roig y su éxito social y económico son un ejemplo más del triunfo que obtuvo entre todos los estamentos sociales la nueva medicina escolástica, que se implantó por toda la Europa latina a partir del siglo XIII.
A su intensa actividad pública y profesional, unió un profundo conocimiento literario: desde la Biblia a los clásicos latinos, sin olvidar las novelas de caballerías entonces en boga.

## Espill

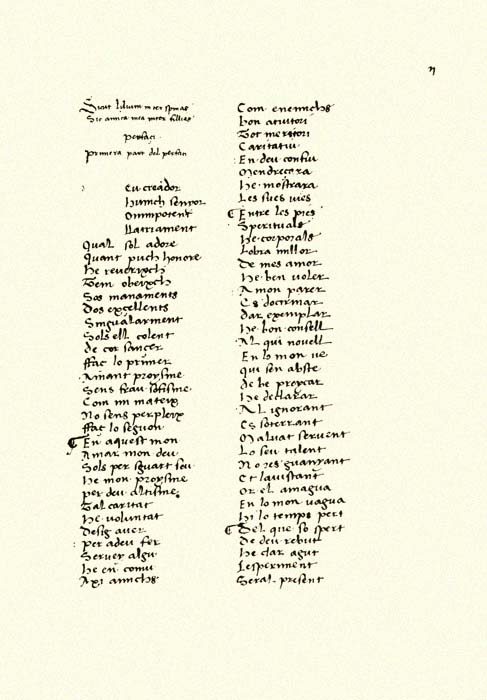
Manuscrito de Espill, de Jaume Roig.

Ha pasado a la posteridad por ser autor de Espill (El espejo), novela también conocida como El Llibre de les Dones (Libro de las mujeres), íntegramente escrita en versos de cuatro sílabas. Solo se conserva un manuscrito, pese a que durante el siglo XVI fue impreso tres veces, prueba de su notable éxito. 
La obra tiene aspectos contradictorios, medievales y modernos, tanto en su forma como en su contenido. Entre los medievales, están los numerosos consejos con la intencionalidad moral de advertir sobre la perversidad intrínseca de la condición femenina (y el varón como sistemática víctima inocente de la mujer). Solo se salvan de la quema la esposa del narrador, Isabel Pellicer y la Virgen María. Se trata en parte de una reacción contra la idealización de la mujer por parte de la novela de caballerías y, pese a que son arquetipos que forman parte del tópico medieval y bíblico (Eva y la Virgen María, como arquetipos de la mujer genérica y la mujer virtuosa), ha supuesto que modernamente se le atribuya a la obra el calificativo de obra misógina. 
Por otra parte, la obra proporciona una descripción de los complejos estratos sociales de la época: los burgueses y los caballeros detentadores del poder político y, por tanto, clase dominante. Después, la gran masa sometida: esclavos, alemanes, sarracenos, negros, como un detritus social de la gran urbe. Y también la clase trabajadora: escuderos, cocineros, camareros, labradores y judíos. Roig ataca a los clérigos, toma partida por los burgueses y menosprecia a los caballeros. En este aspecto reside su radical modernidad, y por lo que se la suele calificar de «novela burguesa» (e incluso un precedente de la picaresca), en clara oposición al Tirant lo Blanch, prototipo de la novela de caballerías (junto a Curial e Güelfa) donde Joanot Martorell, como buen caballero, hace justo lo contrario: ataca a los burgueses y sus representantes en la administración pública. Este precedente de novela burguesa no halló continuidad ni en el ámbito valenciano ni fuera, probablemente debido a la re-feudalización que sufrió la sociedad tras las Germanías y el triunfo de la línea tridentina de la Iglesia católica.

## Curiosidades
Raimon (Clàssics i no, Picap 2003) puso música al fragmento del Espill que explica cómo unas taberneras de París daban a sus clientes carne humana para comer. El motivo folclórico es la trama argumental del musical Sweeney Todd, de Stephen Sondheim (1979). 